# Раменский, Владимир Александрович
Владимир Александрович Раменский (1927—2017) — советский и российский художник и педагог, профессор, член Союза художников и Союза дизайнеров России.

## Биография
Родился 28 июля 1927 года в китайском городе Хайлар: его отец — Александр Евлампиевич Раменский — служил в то время на Китайско-Восточной железной дороге.
В 1930-е годы семья переехала на Алтай, сначала жили в селе Повалиха, затем перебрались в село Озерки. В 1937 году отец Владимира был арестован органами НКВД и был расстрелян. На плечи матери — Евгении Алексеевны Высотиной — легло бремя заботы о большой семье, где было семеро детей.
В годы Великой Отечественной войны окончил шестой класс и работал автослесарем в Озерском леспромхозе. В 1945 году был призван на службу в Красную армию, где находился по 1951 год. Демобилизовавшись в 1951 году, приехал в Барнаул, где окончил вечернюю школу и одновременно посещал занятия художественной студии в клубе «Трансмаш». В 1953 году поступил в Казанское художественное училище, по окончании которого вернулся в Барнаул. Здесь работал художником-оформителем в краевой партийной школе, на Барнаульском меланжевом комбинате и в художественном фонде.
В 1968 году Владимир Раменский окончил Московский полиграфический институт (ныне Московский государственный университет печати) по специальности художник-график, снова вернулся в Барнаул и по 1971 года работал художником в Творческо-производственном комбинате художественного фонда, затем — главным художником Алтайского книжного издательства. С 1971 по 1995 год он работал преподавателем спецпредметов в Новоалтайском художественном училище. Позже принимал участие в создании кафедра архитектуры и дизайна в Алтайском государственном техническом университете (АлтГТУ) и кафедры дизайна в Алтайском государственном институте культуры. Работал профессором кафедры средового дизайна Института архитектуры и дизайна при АлтГТУ.

### Художественная деятельность
В. А. Раменский являлся председателем Алтайского отделения Союза дизайнеров РФ и руководит школой-студией «САД» с до вузовской подготовкой. Им выполнены иллюстрации ко многим книгам.
Был участником краевых, зональных, республиканских и международных выставок. Провёл ряд персональных выставок, среди них в 1998 году в Барнауле и Горно-Алтайске, в 1999 году — Сростках, в 2002 году — в барнаульском Государственном художественном музее.
Умер в Барнауле 23 мая 2017 года.
В начале 2018 года в выставочном зале музея «Город» (Барнаул) прошла ретроспективная выставка памяти заслуженного художника России Владимира Александровича Раменского.

## Заслуги
- Удостоен звания Заслуженный работник культуры РСФСР (1987).
- Первый лауреат премии гуманитарного Демидовского фонда в области изобразительного искусства (1993, за офорт «Родовое древо Демидовых»).
- Лауреат Алтайской краевой премии «Золотой переплет» в номинации «Лучший художник книги» (2005), премии благотворительного «Фонда культуры Алтая» в номинации «Учитель и ученик» (2007) и конкурса «Лучшая книга Алтая — 2007».
- Награждён почетным знаком Союза дизайнеров России «За заслуги в развитии дизайна» (2002).